# Copa Challenge de Voleibol Masculino de 2022–23
A Copa Challenge de Voleibol Masculino de 2022–23 foi a 16.ª edição desta competição anual organizada pela Confederação Europeia de Voleibol (CEV), sendo a terceira maior competição de clubes de voleibol masculino da Europa. O torneio teve início no dia 11 de outubro de 2022 e estendeu-se até 15 de março de 2023. Ao total, 45 equipes participaram desta edição.
Após o vice-campeonato na edição de 2017–18, a equipe do Olympiacos Piraeus conquistou o inédito título ao vencer a equipe israelense do Maccabi Tel Aviv, se tornando a primeira equipe grega a conquistar a Copa Challenge. O levantador italiano Dragan Travica foi eleito o melhor jogador da fase final do torneio.

## Formato de disputa
O torneio foi divido nas fases: trigésima-segundas de final, décima-sextas de final, oitavas de final, quartas de final, semifinais e finais.
Em todas as fases da competição, o sistema foi eliminatório, com jogos de ida e volta. Para uma vitória de 3–0 ou 3–1, a equipe vencedora recebeu 3 pontos, para uma vitória de 3–2, 2 pontos para a equipe vencedora e 1 ponto para a perdedora. Se após as duas partidas ambas as equipes marcassem o mesmo número de pontos, foi realizado o golden set, disputado em 15 pontos com diferença de no mínimo 2 pontos entre as equipes.

## Equipes participantes
O sorteio dos confrontos foi realizado no dia 28 de junho de 2022 na cidade de Luxemburgo. A divisão das vagas na competição foi feita com base no ranking da CEV.
| Ranking | País                 | Número de equipes | Equipes                                                                  |
| ------- | -------------------- | ----------------- | ------------------------------------------------------------------------ |
| 5       | Chéquia              | 1                 | Aero Odolena Voda*                                                       |
| 6       | Portugal             | 2                 | Fonte do Bastardo, Sporting Clube de Portugal*                           |
| 7       | Bélgica              | 1                 | Lindemans Aalst*                                                         |
| 8       | Roménia              | 1                 | CSA Steaua București*                                                    |
| 9       | Suíça                | 2                 | Volley Näfels, Lausanne UC*                                              |
| 10      | Bulgária             | 2                 | Deya Volley, SKV Montana*                                                |
| 11      | Finlândia            | 2                 | Akaa-Volley*, Kokkolan Tiikerit                                          |
| 12      | Áustria              | 2                 | VCA Amstetten NÖ, UVC Weberzeile Ried im Innkreis, UVC Holding Graz*     |
| 13      | Países Baixos        | 1                 | Orion Doetinchem*                                                        |
| 15      | Estónia              | 2                 | Pärnu VK, Bigbank Tartu                                                  |
| 16      | Hungria              | 1                 | Vegyész RC Kazincbarcika*                                                |
| 17      | Grécia               | 4                 | AONS Milon, Olympiacos Piraeus*, PAOK Thessaloniki, Panathinaikos Athens |
| 19      | Ucrânia              | 2                 | Epicentr Podolyany, SC Prometey Dnipro*                                  |
| 20      | Croácia              | 2                 | OK Mladost Kaštela*, OK Varaždin                                         |
| 21      | Espanha              | 2                 | Guaguas, Melilla Sport Capital*                                          |
| 23      | Bósnia e Herzegovina | 1                 | OK Borac*                                                                |
| 24      | Noruega              | 1                 | Viking TIF Bergen                                                        |
| 26      | Eslovênia            | 2                 | Maribor, Panvita Pomgrad                                                 |
| 28      | Chipre               | 1                 | Omonia Nicosia                                                           |
| 29      | Israel               | 3                 | Hapoel Yoav Kfar Saba, Hapoel Mate-Asher Ako, Maccabi Tel Aviv,          |
| 30      | Albânia              | 1                 | SK Tirana                                                                |
| 32      | Kosovo               | 1                 | Luboteni Ferizaj                                                         |
| 35      | Eslováquia           | 3                 | Rieker UJS Komárno, VK MIRAD UNIPO Prešov, TJ Spartak Myjava             |
| 37      | Luxemburgo           | 2                 | Volley Bartreng, VC Strassen                                             |
| 41      | Azerbaijão           | 1                 | Murov VC                                                                 |

* – Equipes classificadas diretamente para as oitavas de final.

## Fase qualificatória

### Trigésima-segundas de final
| Equipe 1                        | Total          | Equipe 2              | 1.º jogo | 2.º jogo |
| ------------------------------- | -------------- | --------------------- | -------- | -------- |
| Maccabi Tel Aviv                | 6–0            | Luboteni Ferizaj      | 3–0      | 3–0      |
| PAOK Thessaloniki               | 6–0            | Volley Näfels         | 3–1      | 3–1      |
| UVC Weberzeile Ried im Innkreis | 0–6            | Omonia Nicosia        | 1–3      | 0–3      |
| Hapoel Yoav Kfar Saba           | 4–2            | VCA Amstetten NÖ      | 3–1      | 2–3      |
| Epicentr Podolyany              | 4–2            | Maribor               | 3–0      | 2–3      |
| Pärnu VK                        | Bye            |                       | 0–0      | 0–0      |
| Rieker UJS Komárno              | 6–0            | SK Tirana             | 3–1      | 3–1      |
| Guaguas                         | 3–3 (13–15 gs) | Deya Volley           | 3–1      | 1–3      |
| AONS Milon                      | 1–5            | Hapoel Mate-Asher Ako | 2–3      | 1–3      |
| Panvita Pomgrad                 | 2–4            | Kokkolan Tiikerit     | 3–2      | 1–3      |
| OK Varaždin                     | 0–6            | Murov VC              | 0–3      | 1–3      |
| Volley Bartreng                 | 0–6            | VC Strassen           | 1–3      | 1–3      |
| TJ Spartak Myjava               | 0–6            | Panathinaikos Athens  | 1–3      | 1–3      |

## Fase principal

### Décima-sextas de final
| Equipe 1                 | Total | Equipe 2                   | 1.º jogo | 2.º jogo |
| ------------------------ | ----- | -------------------------- | -------- | -------- |
| Vegyész RC Kazincbarcika | 0–6   | Maccabi Tel Aviv           | 1–3      | 1–3      |
| PAOK Thessaloniki        | 6–0   | SKV Montana                | 3–0      | 3–1      |
| Omonia Nicosia           | 5–1   | OK Mladost Kaštela         | 3–2      | 3–1      |
| Hapoel Yoav Kfar Saba    | 0–6   | Lindemans Aalst            | 1–3      | 0–3      |
| VK MIRAD UNIPO Prešov    | 2–4   | Bigbank Tartu              | 3–2      | 0–3      |
| Fonte do Bastardo        | 6–0   | Akaa-Volley                | 3–0      | 3–0      |
| Epicentr Podolyany       | 0–6   | Melilla Sport Capital      | 0–3      | 0–3      |
| Pärnu VK                 | 0–6   | Sporting Clube de Portugal | 0–3      | 0–3      |
| Rieker UJS Komárno       | 0–6   | Olympiacos Piraeus         | 1–3      | 0–3      |
| Deya Volley              | 6–0   | Lausanne UC                | 3–1      | 3–1      |
| Hapoel Mate-Asher Ako    | 6–0   | SC Prometey Dnipro         | 3–1      | 3–1      |
| Kokkolan Tiikerit        | 1–5   | CSA Steaua București       | 2–3      | 0–3      |
| VC Strassen              | 0–6   | Orion Doetinchem           | 0–3      | 0–3      |
| UVC Holding Graz         | 0–6   | Murov VC                   | 0–3      | 0–3      |
| Viking TIF Bergen        | 6–0   | OK Borac                   | 3–0      | 3–0      |
| Panathinaikos Athens     | 6–0   | Aero Odolena Voda          | 3–0      | 3–1      |

### Oitavas de final
| Equipe 1              | Total | Equipe 2                   | 1.º jogo | 2.º jogo |
| --------------------- | ----- | -------------------------- | -------- | -------- |
| Maccabi Tel Aviv      | 5–1   | PAOK Thessaloniki          | 3–1      | 3–2      |
| Omonia Nicosia        | 5–1   | Lindemans Aalst            | 3–1      | 3–2      |
| Bigbank Tartu         | 0–6   | Fonte do Bastardo          | 1–3      | 1–3      |
| Melilla Sport Capital | 2–4   | Sporting Clube de Portugal | 3–2      | 1–3      |
| Olympiacos Piraeus    | 4–2   | Deya Volley                | 3–0      | 2–3      |
| Hapoel Mate-Asher Ako | 2–4   | CSA Steaua București       | 3–2      | 1–3      |
| Orion Doetinchem      | 6–0   | Murov VC                   | 3–1      | 3–1      |
| Viking TIF Bergen     | 0–6   | Panathinaikos Athens       | 0–3      | 0–3      |

### Quartas de final
| Equipe 1           | Total          | Equipe 2                   | 1.º jogo | 2.º jogo |
| ------------------ | -------------- | -------------------------- | -------- | -------- |
| Maccabi Tel Aviv   | 6–0            | Omonia Nicosia             | 3–0      | 3–1      |
| Fonte do Bastardo  | 5–1            | Sporting Clube de Portugal | 3–0      | 3–2      |
| Olympiacos Piraeus | 5–1            | CSA Steaua București       | 3–1      | 3–2      |
| Orion Doetinchem   | 3–3 (12–15 gs) | Panathinaikos Athens       | 1–3      | 3–0      |

### Semifinais
| Equipe 1           | Total         | Equipe 2             | 1.º jogo | 2.º jogo |
| ------------------ | ------------- | -------------------- | -------- | -------- |
| Maccabi Tel Aviv   | 4–2           | Fonte do Bastardo    | 3–1      | 2–3      |
| Olympiacos Piraeus | 3–3 (15–6 gs) | Panathinaikos Athens | 1–3      | 3–1      |

### Final
Jogo de ida
| Data  | Hora  |                  | Placar |                    | Set 1 | Set 2 | Set 3 | Set 4 | Set 5 | Total | Relatório |
| ----- | ----- | ---------------- | ------ | ------------------ | ----- | ----- | ----- | ----- | ----- | ----- | --------- |
| 8 mar | 20:30 | Maccabi Tel Aviv | 0–3    | Olympiacos Piraeus | 20–25 | 23–25 | 14–25 |       |       | 57–75 | Relatório |

Jodo de volta
| Data   | Hora  |                    | Placar |                  | Set 1 | Set 2 | Set 3 | Set 4 | Set 5 | Total | Relatório |
| ------ | ----- | ------------------ | ------ | ---------------- | ----- | ----- | ----- | ----- | ----- | ----- | --------- |
| 15 mar | 20:00 | Olympiacos Piraeus | 3–0    | Maccabi Tel Aviv | 25–16 | 25–21 | 25–16 |       |       | 75–53 | Relatório |

## Classificação final
| Posição        | Equipe               |
| -------------- | -------------------- |
|                | Olympiacos Piraeus   |
|                | Maccabi Tel Aviv     |
| Semifinalistas | Panathinaikos Athens |
| Semifinalistas | Fonte do Bastardo    |

## Premiação
| Copa Challenge de 2022–23             |
| Grécia                                |
| ------------------------------------- |
| Olympiacos Piraeus Campeão 1.º título |